# Васильев, Александр Николаевич (футболист, 1980)
Алекса́ндр Никола́евич Васи́льев (29 августа 1980) — российский футболист, полузащитник. Сын Николая Васильева.

## Биография
Сын футболиста Николая Васильева. Воспитанник СДЮШОР «Торпедо-ЗИЛ» Москва. На профессиональном уровне дебютировал в 2000 в команде второго дивизиона «Лотто-МКМ» Москва. В 2001 играл за дубль «Торпедо-ЗИЛ» и ФК «Краснознаменск». В 2002 во втором дивизионе играл за «Кузбасс-Динамо» Кемерово. В первом дивизионе играл за команды «Металлург-Кузбасс» Новокузнецк
 (2003—2004), «Чкаловец-1936»/«Сибирь» Новосибирск (2005—2006, 2008—2009), «Шинник» Ярославль (2007), «Луч-Энергия» Владивосток (2009). Завершил профессиональную карьеру в командах второго дивизиона «Металлург-Енисей» Красноярск (2010), «Уфа» (2011).
В дальнейшем играл в любительских клубах «Зенит» Москва (2012), «Выбор» Одинцово (2013), «Металлист» Домодедово (2014—2015).
13 июня 2022 года вошел в тренерский штаб молодёжной команды московского «Торпедо», заняв должность помощника тренера. 28 декабря 2022 года покинул клуб.

## Статистика в качестве главного тренера
| Команда                  | Начало работы   | Окончание работы | Результаты | Результаты | Результаты | Результаты | Результаты | Результаты | Результаты | Результаты |        |
| Команда                  | Начало работы   | Окончание работы | И          | В          | Н          | П          | ГЗ         | ГП         | РМ         | В %        |        |
| ------------------------ | --------------- | ---------------- | ---------- | ---------- | ---------- | ---------- | ---------- | ---------- | ---------- | ---------- | ------ |
| «Динамо» (Москва) (мол.) | 17 февраля 2021 | 31 мая 2021      | 12         | 6          | 1          | 5          | 20         | 17         | +3         | 050,00     |        |
| Всего                    | Всего           | Всего            | Всего      | 12         | 6          | 1          | 5          | 20         | 17         | +3         | 050,00 |